# Subway
Subway je původem americká mezinárodní síť franšízových restaurací rychlého občerstvení. Byla založena roku 1965 v americkém městě Bridgeport. Vlastní ji společnost Doctor's Associates, Inc. V roce 2015 vlastnila síť více než 43 700 restaurací ve 109 zemích světa. V Česku se nachází 20 restaurací sítě.

## Historie
V roce 1965 si Fred DeLuca od svého přítele Dr. Petera Bucka půjčil 1000 dolarů, aby mohl založit restauraci prodávající sendviče. Ve městě Bridgeport v americkém státě Connecticut pak společně založili prodejnu sendvičů "Pete's Super Submarines" (Petovy skvělé ponorky) a hned první den prodali 312 sendvičů. V následujícím roce spolu Peter a Fred založili společnost "Doctor's Associates Inc." (Lékařská společnost), která dodnes formálně zastřešuje celý řetězec rychlého občerstvení. V roce 1968, kdy společnost vlastnila 5 restaurací, byl poprvé použit současný název Subway. První franšíza Subway byla otevřena v roce 1974 ve městě Wallingford v Connecticutu. V tomto roce provozovali Fred a Peter již 16 restaurací, přičemž se rozhodli svůj úspěšný koncept rozšířit a nabídnout jej zájemcům, kteří by jej chtěli také provozovat. Od té chvíle jsou všechny restaurace provozovány na základě franšízové licence.
První restaurace na západním pobřeží USA byla otevřena roku 1978 ve městě Fresno, stát Kalifornie. První restaurací mimo americký kontinent se pak stala pobočka v Bahrajnu, a to v prosinci roku 1984. V roce 1989 se restaurace Subway rozšířily do všech 50 států USA. První televizní reklama na síť Subway se objevila v roce 1991, webové stránky byly zprovozněny v roce 1996. V roce 2004 začaly být otevírány restaurace uvnitř amerických nákupních center Walmart. Síť McDonald's měla v USA největší počet restaurací do roku 2002, kdy ji předstihla právě síť Subway. V roce 2007 byla otevřena první ekologická prodejna Subway Eco Store, jejímž cílem bylo navrhnout restauraci ohleduplnou k životnímu prostředí.
V roce 1983 byla síť oceněna podnikatelským magazínem "Enterpreneur" jako nejlepší v kategorii sendvičů a od té doby si tuto pozici pravidelně drží. Od roku 2007 se také pravidelně umisťuje na předních příčkách žebříčku "Top 500 světových franšíz" tohoto magazínu. V roce 2012 se Subway v tomto žebříčku umístila na 2. místě a stejnou příčku obsadila i v žebříčcích "Nejrychleji rostoucí franšízy" a "Globální franšízy".

## Subway ve světě
Hlavní sídlo společnosti se nachází ve městě Milford, Connecticut. Jednotlivá regionální zastoupení sídlí v Amsterdamu (Nizozemsko), Brisbanu (Austrálie), Bejrútu (Libanon), Singapuru a Miami (USA, stát Florida).
První mezinárodní pobočka byla otevřena v roce 1984 v Bahrajnu. Od té doby se nové pobočky otevíraly po celém světě, například jubilejní 500. pobočka byla otevřena v Portoriku v roce 1985, v Jižní Koreji byla restaurace otevřena poprvé v roce 1991, v 90. letech se dále objevily pobočky v Mexiku, Číně, Kostarice, Irsku, ve Španělsku, na Novém Zélandu, Tchaj-wanu, Jamajce, v Libanonu, Bolívii nebo například v Malajsii.
Plánem sítě je mít po celém světě otevřeno 50 000 restaurací do roku 2018.
Od roku 2017 zaznamenává síť restaurací SUBWAY postupný úbytek poboček a to převážně v USA.
V roce 2018 bylo pod značkou SUBWAY provozováno 42 431 restaurací. 

## Subway v Česku
První restaurace byla založena v roce 2003 v Praze, nyní[kdy?] se v Česku nachází 17 poboček sítě. V Praze je 9 restaurací, v Brně čtyři, dvě v Ostravě a jedna restaurace je v Olomouci. V roce 2018 postihlo síť SUBWAY v Česku uzavření několika zavedených poboček. Byly uzavřeny dvě restaurace v Brně ( Štefánikova, Vídeňská), dále restaurace v Plzni (Americká), restaurace ve Velkém Meziříčí u D1 a pobočka v Opavě (OC Breda & Weinstein). Naopak byla otevřena pobočka ve Zlíně v areálu Svit a v Praze na hlavním nádraží ( v novém designu Fresh Forward). V roce 2019 byla otevřena pobočka v Říčanech. Začátkem prázdnin 2019 byla tato pobočka po necelém půl roce fungování trvale uzavřena. Dále byla uzavřena i restaurace ve Zlíně a v Jihlavě. Zavírání restaurací pokračovalo v roce 2019 i v Praze, kde provoz ukončily restaurace na Letišti Václava Havla a na Spálené ulici.
Během roku 2018 a 2019 bylo celkem v Česku trvale uzavřeno 9 restaurací. Tedy i v Česku je patrný postupný úbytek restaurací SUBWAY.

## Produkty

### Sendviče
Hlavním zaměřením sítě jsou sendviče. Každá pobočka nabízí sendviče ve variacích lokálních specialit, proto se nabídka může v každé restauraci mírně lišit.
Každá restaurace denně peče vlastní chléb, který je základem všech sendvičů, přičemž zákazník si může vybrat z několika druhů pečiva a zvolit si mezi 15cm a 30cm (anglicky "footlong") sendvičem. Sendviče lze také připravit ve variantě wrapu či flatbreadu. K ostatním ingrediencím si lze podle vlastní chuti vybrat ještě zeleninu, dresink a koření.
Rozdělení nabízených sendvičů je následovné:
- klasické sendviče
- sendviče s teplou náplní jsou v restauracích nabízeny od roku 2005. Zapékají se 20-30 sekund.
- sendviče s 6 g tuku a méně - dietnější a zdravější varianta

Sendviče jsou připravovány před zákazníky v souladu s tím, co si konkrétní zákazník přeje. Skládají se z čerstvě upečeného pečiva, masové či zeleninové náplně, zeleninové oblohy, sýra, dresinku a možných ingrediencí navíc (slanina, avokádo, cherry rajčátka, kukuřice, hummus, olivy...).

### Další produkty
- saláty - zákazníci si mohou vybrat z různých druhů čerstvé zeleniny a několika dresinků. Salát je připraven dle chuti konkrétního zákazníka, který si může vybrat z mnoha druhů čerstvé zeleniny.
- bezlepkové produkty, které jsou připravovány z různých druhů bezlepkového pečiva. Nebo klasické pečivo: sendvič světlý, tmavý pšeničný, vícezrnný a wrap. Wrapy byly uvedeny na trh v roce 2004 a jde o produktovou řadu obsahující minimum sacharidů.
- cateringové služby[11]

## Zajímavosti
- Cena prvních sendvičů v restauraci "Pete's Super Submarines" se pohybovala mezi 49 a 69 centy.[3]
- Fred DeLuca si chtěl podnikáním původně vydělat dostatek peněz na školné, aby se mohl stát lékařem. Dr. Peter Buck se pyšnil doktorským titulem Ph.D., a to z jaderné fyziky.[3][12] Odtud pochází název společnosti "Doctor's Associates Inc.", která jinak nemá s lékařstvím nic společného. Fredovi se nakonec sen splnil a vystudoval psychologii.
- V roce 2002 se síť Subway stala národním sponzorem akce American Heart Walks organizace American Heart Association (organizace za zdravé srdce).[3]
- Síť restaurací sponzorovala světovou baseballovou ligu, která se konala v roce 2006 ve městě Williamson v Pensylvánii.
- Mezi netradiční místa, kde můžeme najít pobočku sítě Subway, patří říční park v Německu, autosalon v Kalifornii nebo kostel v Buffalu ve státě New York.[13]
- V menu existuje kolem 38 milionů možných kombinací sendvičů.[7]
- Každých 60 sekund je v rámci všech poboček sítě Subway po celém světě servírováno kolem 5 300 sendvičů, to znamená zhruba 320 000 sendvičů každou hodinu.[14]
- Celá síť Subway zaměstnává kolem 410 000 lidí, pro představu se jedná o celou populaci města Miami na Floridě.[7]
- Všechny olivy, které jsou v restauracích použity, nejsou sbírány pomocí strojů, ale ručně.[7]
- V restauracích Subway se denně spotřebuje 16 akrů salátu.[14]
- Dlouholetý tiskový mluvčí a marketingová tvář Jered Fogle, známý v USA především tím, že díky úpravě jídelníčku a stravování se v restauracích SUBWAY zhubl přes 90 kg, byl v roce 2015 obviněn a následně odsouzen za sexuální styk s nezletilými na 15 let a 8 měsíců. SUBWAY s ním následně ukončil spolupráci [15] [16]

## Ocenění[zdroj?]
- 2012 Franchise 500 Rankings, Enterpreneur, 2. místo
- 2012 Brandz 100 Brand Ranking, Milliward Brown, 52. místo.
- 2011 Fast Food Survey - Top Service, Zagat, 1. místo
- 2011 Fast Food Survey - Top Food, Zagat, 2. místo
- 2011 Fast Food Survey - Top Facilities, Zagat, 3. místo